# David Kendall

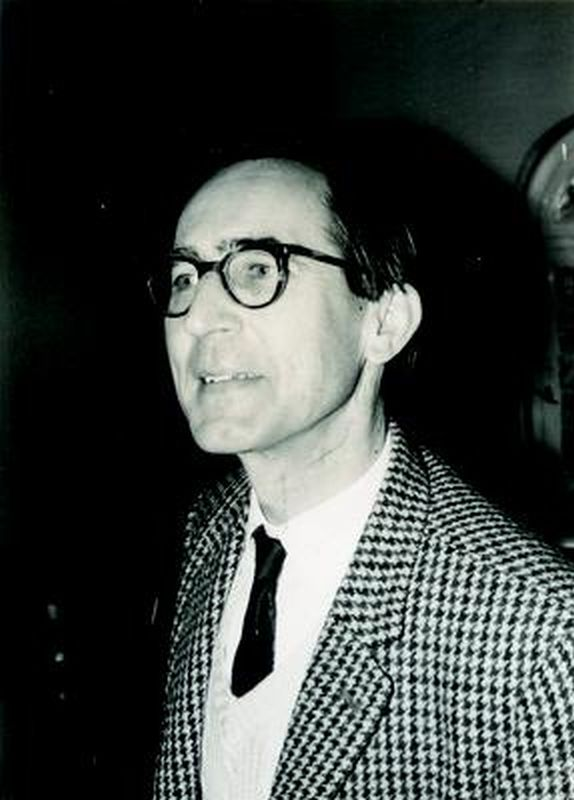
David Kendall, Oberwolfach 1971

David George Kendall (n. 15 ianuarie 1918 – d. 23 octombrie 2007) a fost un matematician și statistician englez, membru de onoare al Academiei Române (din 1992).
1. 1 2  MacTutor History of Mathematics archive, accesat în 22 august 2017
2. 1 2  David George Kendall, SNAC, accesat în 9 octombrie 2017
3. 1 2 3  Scientific Legacy Database, accesat în 16 decembrie 2022
4. ↑   (PDF) http://rsbm.royalsocietypublishing.org/content/early/2009/05/11/rsbm.2008.0017.full.pdf Lipsește sau este vid: |title= (ajutor)
5. ↑   http://projecteuclid.org/euclid.ss/1032280213 Lipsește sau este vid: |title= (ajutor)
6. ↑   http://projecteuclid.org/download/pdf_1/euclid.jap/1214950348 Lipsește sau este vid: |title= (ajutor)
7. ↑   https://web.archive.org/web/20071103071040/http://www.statslab.cam.ac.uk/kendall/index.html, arhivat din original la 3 noiembrie 2007 Lipsește sau este vid: |title= (ajutor)
8. ↑  Genealogia matematicienilor
9. ↑  BillionGraves
10. 1 2 3 4 5 6 7 8  MacTutor History of Mathematics archive
11. ↑   https://warwick.ac.uk/fac/sci/statistics/staff/academic-research/kendall/personal/statkendalls/, accesat în 30 octombrie 2021 Lipsește sau este vid: |title= (ajutor)
12. ↑   http://www.independent.co.uk/news/obituaries/professor-david-kendall-398453.html Lipsește sau este vid: |title= (ajutor)
13. ↑   http://onlinelibrary.wiley.com/doi/10.1002/9780470317006.ch1/summary Lipsește sau este vid: |title= (ajutor)
14. ↑   http://onlinelibrary.wiley.com/doi/10.1002/9780470317006.ch11/summary Lipsește sau este vid: |title= (ajutor)
15. ↑  CONOR.SI[*] Verificați valoarea |titlelink= (ajutor)
16. ↑  Czech National Authority Database, accesat în 1 martie 2022
17. ↑  , p. 124-125 https://doi.org/10.1098/rsbm.2008.0017 Lipsește sau este vid: |title= (ajutor)
18. ↑  , p. 124 https://doi.org/10.1098/rsbm.2008.0017 Lipsește sau este vid: |title= (ajutor)
19. 1 2  , p. 126 https://doi.org/10.1098/rsbm.2008.0017 Lipsește sau este vid: |title= (ajutor)
20. ↑  , p. 123 https://doi.org/10.1098/rsbm.2008.0017 Lipsește sau este vid: |title= (ajutor)
21. ↑  Sorbonne en fête (în franceză), Le Monde, 14 decembrie 1976, p. 12